# Leucosoleniidae
Leucosoleniidae is een familie van sponsdieren uit de klasse van de Calcarea (kalksponzen).

## Geslachten
- Ascute Dendy & Row, 1913
- Ascyssa Haeckel, 1872
- Leucosolenia Bowerbank, 1864